# Maxim Rad
Maxim Rad (* ca. 1957 in Hamburg als Maximilian André Rademacher) ist ein deutscher Sänger, Gitarrist und Komponist.

## Werdegang
Seine erste Band hieß The Jackets, mit der er unter anderem im Hamburger Musikklub Logo erfolgreich auftrat. Maxim Rad lebte seit den 1980er Jahren zunächst in Paris, dann in London. Während der Neuen Deutschen Welle spielte Rademacher Gitarre für die Band von Joachim Witt und veröffentlichte sein erstes Solo-Album Times Ain‘t That Bad, eine Mischung aus New Yorker New Wave und britisch eingefärbtem Pop. Wie auch Joachim Witt war auch Rademacher zu dieser Zeit inspiriert von der Musik der Talking Heads.
Sein zweites Werk Old nahm er erst mehr als zehn Jahre später in New Orleans auf. Es wurde produziert von Allan Toussaint und war geprägt von R'n'B und Soul. Der Name Maxim Rad stand nun nicht mehr für den Künstler allein, sondern für eine ganze Band: Alexander von Oswald an der Gitarre, Stefan Will am Keyboard, Niels Lorenz am E-Bass, Neil Conti am Schlagzeug. Conti hatte vorher bei Prefab Sprout mitgespielt. 1995 folgte das dritte Album This One’s A Killer, das zusammen mit Clive Langer und Alan Winstanley in London aufgenommen wurde und sich wieder mehr dem elektronischen Sound annäherte.
Für sein 2001 veröffentlichtes Werk Maxim Rad Is Dead bezog Rademacher diesmal Inspiration aus einem Ortswechsel nach Dublin, wo das von Christoph M. Kaiser produzierte Album entstand. Es ist eine Sammlung einfühlsamer und gefühlsbetonter Songs und eine Mischung aus der Musik konventioneller Instrumente, verfeinert durch die Möglichkeiten elektronischer Bearbeitung. 
Ohnehin besitzt jedes der Alben seine Individualität und ist kaum in eine musikalische Kategorie einzuordnen.

## Diskografie

### Alben
- 1980: Times Ain't That Bad
- 1993: Old
- 1995: This One's a Killer
- 2001: Maxim Rad Is Dead

### Singles
- 1980: White Action, African Lemons
- 1980: She got no brain
- 1993: Bigger Than Life
- 1993: Numbers & Letters
- 1994: What Would You Do
- 1995: I Don't Know Why I Love You
- 1995: Girl on the roof
- 1995: 69 is back
- 1999: Sunny/Sunny